# Rhizoprionodon lalandii
Espèce
Statut de conservation UICN

 DD  : Données insuffisantes
Rhizoprionodon lalandii est une espèce de requins.